# Trassanel
Trassanel  ist eine französische Gemeinde mit 26 Einwohnern (Stand 1. Januar 2022) im Département Aude in der Region Okzitanien. Sie gehört zum Arrondissement Carcassonne und zum Kanton Le Haut-Minervois.

## Nachbargemeinden
Nachbargemeinden von Trassanel  sind Cabrespine im Nordosten, Villeneuve-Minervois im Südosten, Sallèles-Cabardès im Südwesten und Fournes-Cabardès im Nordwesten.

## Bevölkerungsentwicklung
| Jahr      | 1962 | 1968 | 1975 | 1982 | 1990 | 1999 | 2013 |
| Einwohner | 40   | 41   | 41   | 31   | 21   | 20   | 33   |